# Popping

Danseur de popping.

Le popping (aussi appelé electric boogaloo ou smurf,) est une danse popularisée par le groupe californien Electric Boogaloos, dont le principe de base est la contraction et la décontraction des muscles en rythme. Le beat (rythme) est synchronisé aux contractions appliquées par le danseur à des moments choisis.
Le popping, tout comme le locking, est une danse faisant partie des styles funk. En effet, ces danses ont fait leurs premiers pas sur la musique funk vers la fin des années 1970 et les années 1980, lorsque les Electric Boogaloos montraient au monde le style de danse qu'ils venaient d'inventer, notamment à travers des spectacles télévisés comme Soul Train. Le popping est le style de danse qui correspond au funk ou G-funk, par leur beat lourd et régulier, mais il ne se limite pas à ces styles de musique. À présent, ce style se danse sur plusieurs autres styles de musiques comme le rap, le hip-hop, le crunk ou le dancehall.

## Histoire
Officiellement, le popping est créé aux environs de 1978 par les Electric Boogaloos et en particulier par le fondateur de cette compagnie, Boogaloo Sam. Cependant, une danse extrêmement similaire se dansait déjà dans les rues de San Francisco et d'Oakland depuis le début des années 1970, comme le prouve l'existence de groupes tels que Close Encounter of the Funkiest Kind. Il est donc difficile de savoir précisément qui est à l'origine du popping, dont les mouvements ont été créés puis repris et sans cesse modifiés ou améliorés par des danseurs de rue la plupart du temps anonymes. Par ailleurs, le popping est souvent confondu avec d'autres styles de danse urbaine comme le breakdance, une danse new-yorkaise qui se danse au sol alors que le popping est une danse californienne qui se danse debout.
Lors de son arrivée en France au début des années 1980, le popping a pris le nom de « smurf »,. D'après Bruce Ykanji, fondateur du championnat de danse Juste debout, le terme « smurf » est une invention purement française. Ce nom serait tiré de la bande originale américaine du film Les Schtroumpfs (The Smurfs aux États-Unis), qui était titré Let's Do the Smurf (« Imitons le Schtroumpf » en français) et dont le clip montre des poppers (danseurs de popping) ; un extrait diffusé au journal télévisé serait à l'origine de la reprise du nom.
De plus, le public français assimile le terme « smurf » à la danse hip-hop du fait de la popularité de plusieurs titres hip-hop américains joués dans les après-midis dansants animés par DJ Chabin au Bataclan puis à la Grange-aux-Belles à partir de 1982 comme The Smurf de Tyrone Brunson, Smerphies Dance de Spyder-D, Smirfathon U.S.A de Jalil du groupe Whodini ou Smurf for What It's Worth des Smurfs.

### Robert Shields
Bien qu'étant un mime et non un danseur, Robert Shields a fortement inspiré le popping. Lui et sa compagne Lorene Yarnell se produisaient dans des spectacles de rue (principalement à Union Square à San Francisco dans les années 1970) durant lesquels ils perfectionnèrent l'art du robot. Shields inspira énormément les danseurs pour son habileté à isoler des parties de son corps, ses blocages et ses séquences d'articulation.

## Principe
Le popping repose sur trois principes de base : les hits, l'isolation et les angles.
- Les hits, ou contractions sont la contraction des muscles du corps en rythme sur des parties clé de la musique. Il faut tenter de trouver les parties clés de la musique afin de pouvoir y placer quelques figures spéciales (ticking par exemple), ou appliquer ses hits correctement (caisse claire, claps, etc.).
- L’isolation provient du robotting, qui comme son nom l'indique est une technique de mime consistant à imiter la gestuelle d'un robot. Il s'agit de pouvoir isoler chaque partie de son corps pour pouvoir l'activer indépendamment des autres afin de créer un certain effet visuel. On retrouve ce principe de base dans de nombreux mouvements tels que le neck-o-flex qui repose sur l'isolation de la tête par rapport au reste du corps.
- Enfin les angles, surtout mis en pratique dans le tutting, consistent tout simplement à bouger ses membres avec esthétique. De fait, l'effet visuel est plus appréciable lorsque les mouvements sont effectués avec des angles bien choisis.

## Mouvements de base
Il existe plusieurs mouvements de base dans le popping :
- Fresno : un dérivé du jerk consistant à transférer son poids du corps de gauche à droite en déplaçant ses talons en décalage de la même manière que les essuie-glaces d'une voiture.
- Twisto-flex : il consiste à tourner séparément la tête, le corps et les jambes dans des ordres différents.
- Neck-o-flex : très similaire au twisto-flex, il consiste à tourner uniquement la tête et le reste du corps, mais lorsqu'on tourne une de ces parties on doit le faire tourner de 180°.
- Walkout : un pas de base avec de nombreuses variantes qui consiste à se déplacer avec un certain groove.
- Gliding : techniques exploitées par Michael Jackson qui comprennent le moonwalk et autres airwalks.
- Tutting : appelé Tetris en France, qui consiste à effectuer des mouvements anguleux et rapides avec ses mains à la manière des dessins égyptiens.

## Styles

### Animation
Style très populaire au Japon, comme le démontre le niveau des crews tels que U-min ou Hamutsun Serve (en), plus qu'une danse, il consiste à faire vivre la musique à travers la danse à un point extrême si bien que le visuel et l'auditif se confondent.

### Ticking
Le ticking est une technique qui consiste à contracter ses muscles à une vitesse élevée, tout en restant en rythme.

### Robot
Le robot est un style de danse très populaire. Style plus courant que le popping car visuellement plus facilement appréciable par les non-initiés, ce style est souvent confondu avec le popping. Cependant, le robot est un style qui n'a pas nécessairement besoin du pop, il peut s'effectuer conjointement avec plusieurs autres techniques : le popping, le bopping et le dime stopping. Ce style, comme son nom l'indique, consiste à imiter un robot ; il s'agit donc d'un style très compact, demandant beaucoup d'isolations.

### Bopping
Ce style ressemble beaucoup au popping, mais a une technique différente de celui-ci. Le bopping utilise les articulations du corps pour donner un effet du pop ou plutôt de vibration. Dans le cas d'un bras en mouvement qui s'arrête brusquement, un popper va tout simplement contracter ses muscles pour donner un effet, tandis que celui qui pratique le bopping va arrêter son mouvement et rajouter une petite vibration à son bras par une petite secousse.

### Waving
Le waving consiste à faire des vagues (waves) avec son corps.

### Boogaloo
Le boogaloo consiste à « rouler » les articulations du corps principalement les genoux. Ce style est souvent associé au popping, avec lequel il se combine très bien, et a été rendu populaire par le groupe Electric Boogaloos. Le popping utilise comme technique la contraction des muscles, tandis que le boogaloo est basé sur la rotation des articulations.

### Tutting (ou tetris)
Le tetris fait référence au jeu d’arcade et se définit par des mouvements à angle droit. Le nom « Tutting » fait référence à « King Tut » (Toutânkhamon). On appelle aussi ça « l'égyptien ». Il s'agit de jeux de bras que l'on enchaîne en rythme seul ou à plusieurs pour dessiner des figures.
Le symbole de cet art est nommé « pharaon ».

### Fillmore (strutting)
Le fillmore est un style qui joue avec des positions d'origine militaire, comme le fait de porter une main à sa tempe. À la différence des autres styles, il est possible d'utiliser ce style sans forcer vraiment le hit lors des temps.

### Liquid pop
Le style semble apparu dans les années 1990 dans les raves. Ce style de danse s'est développé avec la montée des technologies sonores de plus en plus puissantes et les sons de plus en plus psychédélique. L'ouverture vers des nouvelles possibilités de musique et la transe a joué un rôle majeur.
Ce style de danse consiste à imaginer un fluide ou une énergie passant partout dans le corps, créant des grosses et petites ondulations très fluides, lentes et rapides donnant l'impression d'être liquide d'où le nom « liquid ». Le Liquid pop est le mélange des deux styles, liquid et popping. Cependant les styles se mélangent de plus en plus et le liquid pop devient donc un concept tout comme le popping, le waving ou gliding.